# Enrique del Valle
Enrique del Valle (ur. 22 lipca 1958) – ekwadorski judoka. Olimpijczyk z Montrealu 1976, gdzie zajął osiemnaste miejsce w wadze lekkiej.
Srebrny medalista mistrzostw panamerykańskich w 1976 roku.

## Letnie Igrzyska Olimpijskie 1976
| Konkurencja | Eliminacje            | Klas. końcowa |
| Konkurencja | Przeciwnik I          | Miejsce       |
| ----------- | --------------------- | ------------- |
| 63 kg       | Yves Delvingt (FRA) P | 18.           |